# Mount Carleton
Mount Carleton is een berg van het type inselberg in Northumberland County in de Canadese provincie New Brunswick. De berg ligt in het Mount Carleton Provincial Park en is met zijn hoogte van 820 meter het hoogste punt in deze provincie en van de Maritieme Provincies. De berg werd vernoemd naar Thomas Carleton, de eerste Luitenant-Gouverneur van New Brunswick. Hij is onderdeel van de Appalachen.
Voor het toezicht vanuit de lucht op grote schaal werd gebruikt, werd een hut onderhouden op de top als brandwacht in het afgelegen noord-centrale deel van de provincie. Een gelijkaardige hut werd onderhouden op de Big Bald Mountain. Met triangulatie tussen deze hutten en andere brandtorens konden de locaties van bosbranden snel en eenvoudig worden bepaald.
Mount Carleton is een inselberg, een geërodeerd overblijfsel van weerstandbiedende stollingsgesteenten die overbleven nadat een oude schiervlakte uit het Mesozoïcum werd opgeheven in het Cenozoïcum om een plateau te vormen, en vervolgens ontleed door miljoenen jaren van erosie door wind, water en gletsjerijs. Het bestaat uit 400 miljoen jaar oude ryolitische en basaltische vulkanen.

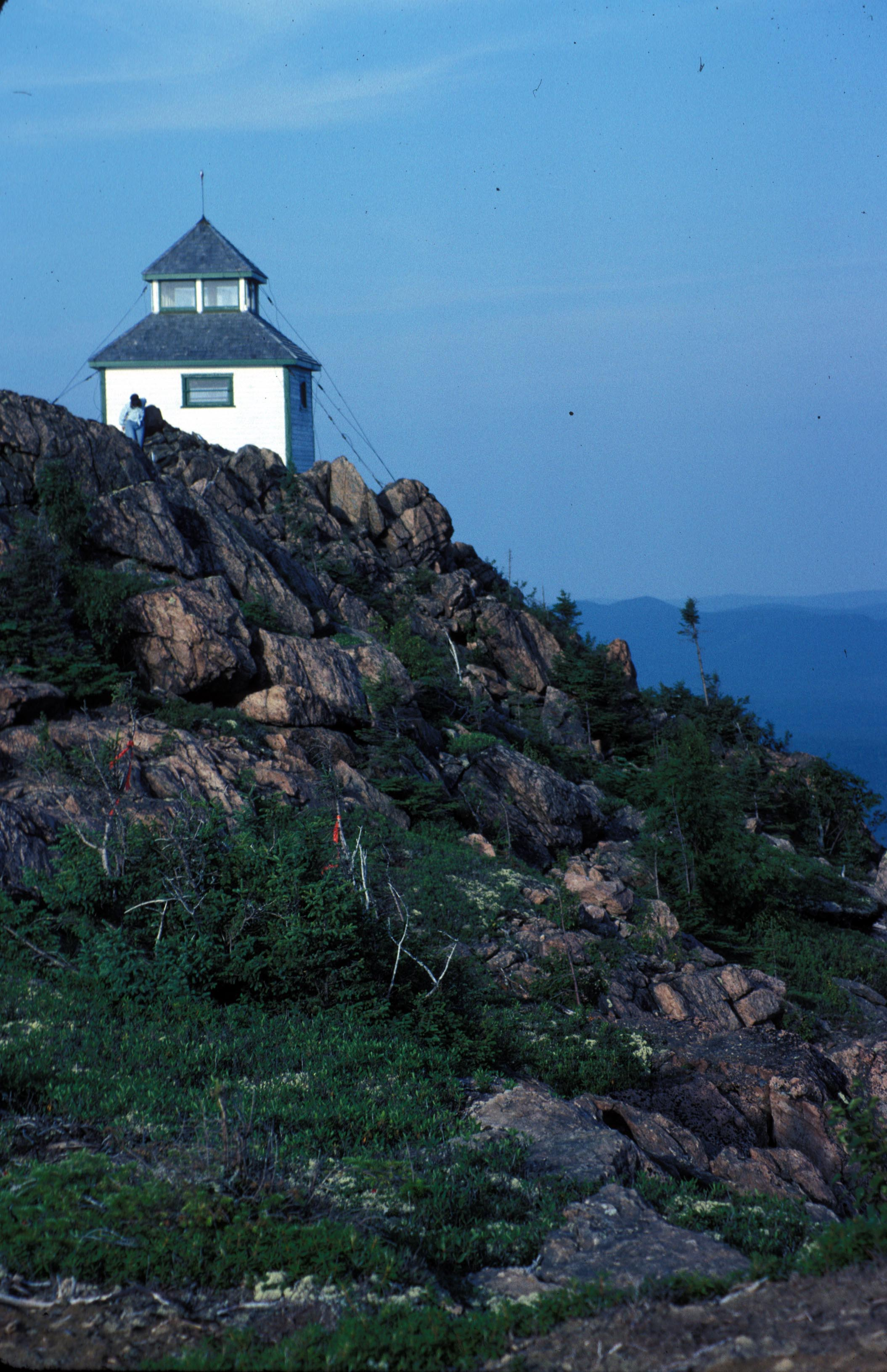